# 15 mai 1960
Le dimanche 15 mai 1960 est le 136e jour de l'année 1960.

## Naissances
- Razafinjatovo Dieu Donné, entrepreneur, designer, artisan et artiste malgache
- Gheorghe Dogărescu (mort le 18 août 2020), handballeur roumain
- Ignacio Sánchez Amor, homme politique espagnol
- Izumi Aki, actrice japonaise
- Julian Jarrold, réalisateur britannique
- Leopoldo Barreda, homme politique espagnol
- Lim Kee Chong, arbitre de football mauricien
- Martin Eberhard, homme d'affaires américain
- Nurettin Canikli, homme politique turc
- Patricia Ott, joueuse de hockey sur glace allemande
- Rimas Kurtinaitis, joueur, puis entraîneur de basket-ball lituanien
- Rob S. Bowman, cinéaste américain
- Zofia Kiełpińska, biathlète polonaise

- Quastor (mort le 1er juillet 1980), étalon Selle français

## Décès
- Guilherme d'Oliveira Marques (né le 12 octobre 1887), peintre brésilien
- John Harley (né le 5 mai 1886), footballeur uruguayen

## Événements
- Sortie du film franco-italien L'avventura
- Création du parti démocrate chrétien au Paraguay
- Lancement du premier vaisseau spatial russe Vostok plaçant sur orbite Spoutnik 4. D'un poids de 9.988 livres, il contient un homme factice